# Brian Thomas Jr.
(en) Statistiques sur pro-football-reference
Brian Thomas Jr. (né le 8 octobre 2002 à Walker dans l'État de la Louisiane aux États-Unis) est un sportif professionnel américain de football américain jouant au poste de wide receiver depuis la saison 2024 dans la National Football League (NFL) pour la franchise des Jaguars de Jacksonville.
Au niveau universitaire, il a joué pendant trois saisons dans la NCAA Division I FBS pour les Tigers de l'université d'État de Louisiane.

## Jeunesse
Thomas Jr. est né le 8 octobre 2002 à Walker, en Louisiane, et a fréquenté Walker High School. Il joue au football américain et au basket-ball au lycée. Il réalise 30 réceptions pour 507 yards avec sept touchdowns durant sa dernière année en 2020 et 75 réceptions pour 1 272 yards et 17 touchdowns l'année précédente. Thomas Jr. est sélectionné pour le All-American Bowl en 2021. Il s'engage avec les Tigers de LSU pour jouer au football universitaire.

## Carrière universitaire

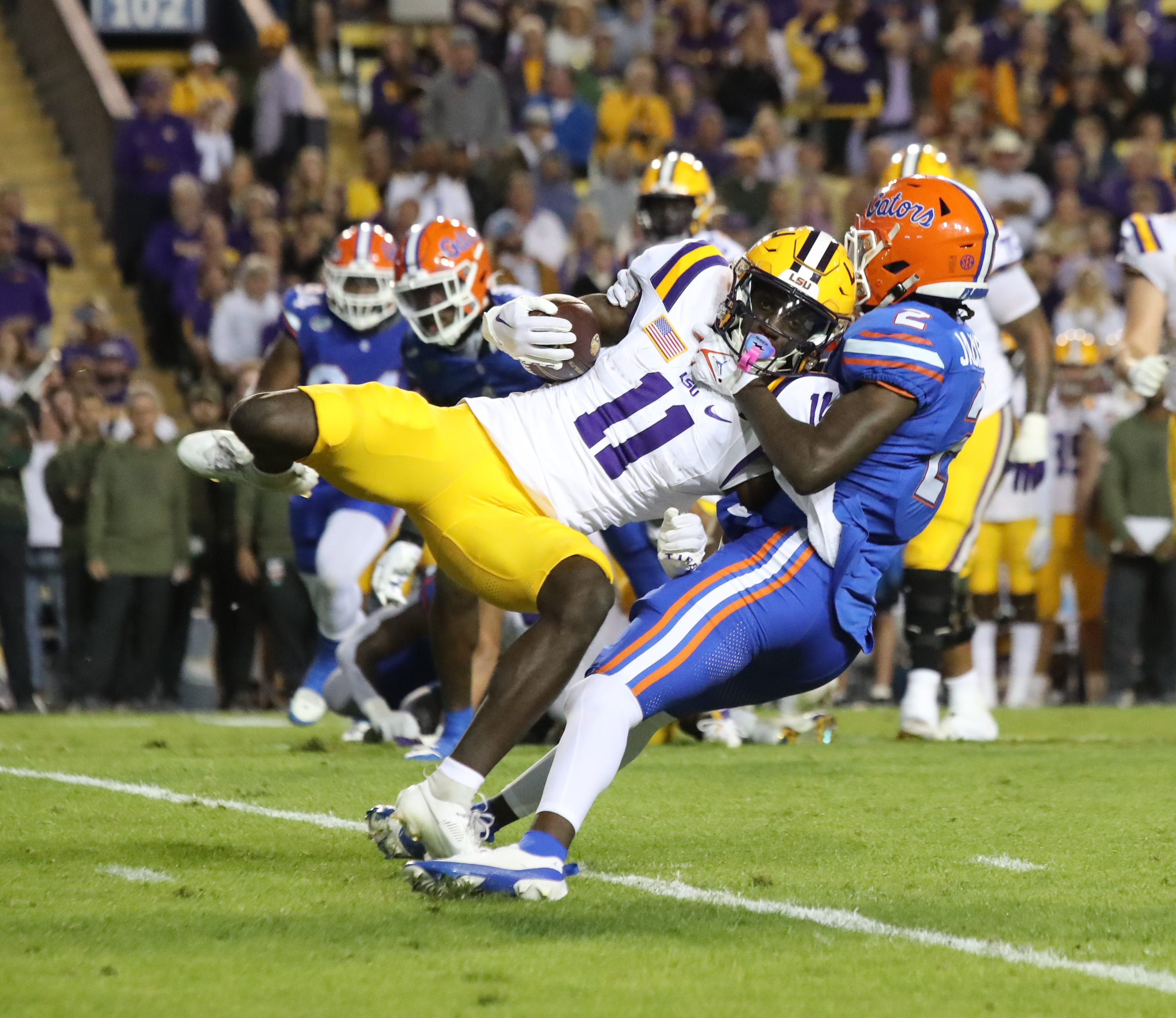
Thomas se fait plaquer lors d'un match contre les Gators de Floride en 2023.

En tant qu'étudiant de première année à LSU en 2021, Thomas Jr. joue 12 matchs et est titulaire neuf fois, réussit 28 réceptions pour 359 yards et deux touchdowns. En tant qu'étudiant de deuxième année en 2022, il est titulaire durant six des treize matchs et a 31 réceptions pour 361 yards et cinq touchdowns. Il mène la FBS avec 17 touchdowns par la passe en 2023 et se déclare éligible pour la draft à venir après la saison.

## Carrière professionnelle
Thomas est sélectionné par les Jaguars de Jacksonville au premier tour avec la 23e sélection au total. Il marque un touchdown lors de ses débuts dans la ligue. Au cours de la cinquième semaine contre les Colts d'Indianapolis, il réalise cinq réceptions pour 122 yards et un touchdown dans une victoire de 37 à 34. Au cours de la semaine 15 contre les Jets de New York, il a dix réceptions pour 105 yards et deux touchdowns lors d'une défaite de 32 à 25. Lors du match suivant contre les Raiders de Las Vegas, il a réalisé neuf réceptions pour 132 yards et un touchdown lors de la défaite. À la fin de la saison, il totalise 87 réceptions pour 1 282 yards et dix touchdowns en tant que recrue, établissant ainsi des records de franchise dans les trois catégories,. Il termine troisième dans la ligue pour les yards par la passe.

## Statistiques
| Année  | Équipe                  | MJ |     | Passes réceptionnées | Passes réceptionnées | Passes réceptionnées | Passes réceptionnées |       | Courses | Courses | Courses | Courses |  | Fumbles | Fumbles |
| Année  | Équipe                  | MJ | Nb. | Yards                | Moy.                 | TD                   | Nb.                  | Yards | Moy.    | TD      | Nb.     | Perdus  |  |         |         |
| 2024   | Jaguars de Jacksonville | 17 | 87  | 1 282                | 14.7                 | 10                   | 6                    | 48    | 6.8     | 0       | 0       | 0       |  |         |         |
| Totaux | Totaux                  | 17 | 87  | 1 282                | 14.7                 | 10                   | 6                    | 48    | 6.8     | 0       | 0       | 0       |  |         |         |